# Matija Naglič
Matija Naglič, slovenski kmet in bukovnik, * 20. februar 1799, Zgornja Bela, † 22. junij 1854, Preddvor.

## Življenje in delo
Rodil se je očetu kmetu Matiji st. in materi kmetici Mariji. V preddvorski šoli se je naučil lepo pisati in morda že tedaj dobil veselje do slovenske knjige. Bil je nenavadno pobožen, svojo pobožnost je dokazoval tudi v svojem bukovniškem delu. Naglič, po domače Kosmat, slovenskih nabožnih in mističnih tekstov ni samo, kakor pred njim na Gorenjskem npr. Zoisova nabiratelja Gubanc in Korbič, le zbiral, ampak jih je, kakor pred njim npr. Žegar ali Andrej Šuster in dolga vrsta drugih koroških bukovnikov, tudi prepisoval ali vsaj registriral. Njegova zveza s koroškimi bukovniki sicer ni dokazana, a gre nedvomno za podoben tip pobožnega slovenskega kmeta, ki tudi sosedom rad čita iz svojih bukev ali prepisov. Veliko razliko med Andrejem Šusterjem in Kosmatom pa je tvorila okoliščina, da Preddvorec po vsej verjetnosti ni imel nikakršnih nagnjenj in sposobnosti za samostojno oblikovanje tekstov. Znanih je nad 50 knjig iz obdobja 1680–1830, ki so tvorile njegovo knjižnico, a bilo jih je verjetno še več. Medtem ko so knjige sosedje raznesli in porazgubili, sta del Nagličevih rokopisov rešila duhovnik in šolnik F. Rebol, ki je svojo najdbo popisal, in Tomo Zupan, ki je rokopise shranil v svoji knjižnici. Za slovensko bibliografijo je med Nagličevimi rokopisi pomemben obsežen rokopisni zbornik »halištrov«, t. j. nekakih posnetkov vsebine prečitanih knjig, ki ga je začel Naglič pisati okoli leta 1823.